# Perdue
Perdue es un pueblo canadiense situado en la provincia de Saskatchewan.

## Superficie
Perdue tiene una superficie de 1,03 km².

## Demografía
En 2021, tenía 313 habitantes, una densidad poblacional de 303,9 hab./km², y 177 viviendas.